# Tionesta, Pennsylvania
Tionesta là một thị trấn thuộc quận Forest, tiểu bang Pennsylvania, Hoa Kỳ. Năm 2010, dân số của thị trấn này là 483 người.